# Episodi di The Haunting (seconda stagione)

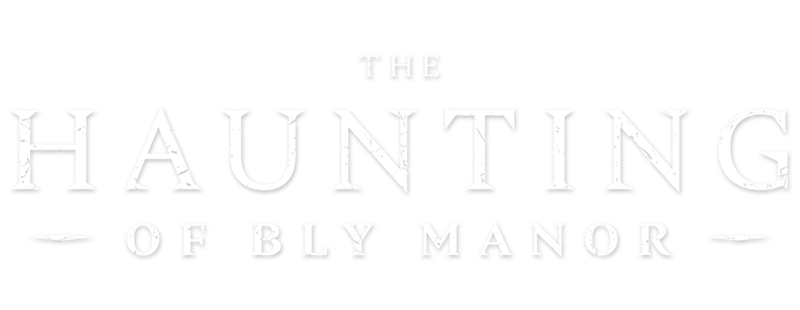
Logo della serie

La seconda e ultima stagione della serie televisiva The Haunting, intitolata The Haunting of Bly Manor e composta da 9 episodi, è stata pubblicata a livello internazionale su Netflix il 9 ottobre 2020.
| nº | Titolo originale                   | Titolo italiano                              | Pubblicazione USA | Pubblicazione Italia |
| -- | ---------------------------------- | -------------------------------------------- | ----------------- | -------------------- |
| 1  | The Great Good Place               | Il gran bel posto                            | 9 ottobre 2020    | 9 ottobre 2020       |
| 2  | The Pupil                          | L'allievo                                    | 9 ottobre 2020    | 9 ottobre 2020       |
| 3  | The Two Faces, Part One            | Le due facce: Parte 1                        | 9 ottobre 2020    | 9 ottobre 2020       |
| 4  | The Way It Came                    | Visioni di morte                             | 9 ottobre 2020    | 9 ottobre 2020       |
| 5  | The Altar of the Dead              | L'altare dei morti                           | 9 ottobre 2020    | 9 ottobre 2020       |
| 6  | The Jolly Corner                   | L'angolo prediletto                          | 9 ottobre 2020    | 9 ottobre 2020       |
| 7  | The Two Faces, Part Two            | Le due facce: Parte 2                        | 9 ottobre 2020    | 9 ottobre 2020       |
| 8  | The Romance of Certain Old Clothes | La romanzesca storia di certi vecchi vestiti | 9 ottobre 2020    | 9 ottobre 2020       |
| 9  | The Beast in the Jungle            | La bestia nella giungla                      | 9 ottobre 2020    | 9 ottobre 2020       |

## Il gran bel posto
- Titolo originale: The Great Good Place
- Diretto da: Mike Flanagan
- Scritto da: Mike Flanagan

### Trama
California settentrionale, 2007. Una donna di mezza età partecipa alla cena di prova di un matrimonio e, incitata dagli altri ospiti, inizia a raccontare una storia di fantasmi che ha coinvolto una sua conoscente.
Londra, Inghilterra, 1987. La giovane insegnante americana Dannielle "Dani" Clayton viene assunta da Lord Henry Wingrave per fare da istitutrice ai due nipoti, residenti a Bly Manor, la tenuta di famiglia, nell'Essex. Dani viene accompagnata al maniero da Owen (cuoco della casa tornato da Parigi per prendersi cura della madre malata) e una volta arrivata conosce la governante Hannah Grose, la giardiniera Jamie e i bambini a cui dovrà fare da istitutrice: Miles e Flora, orfani ormai da due anni dopo che i genitori sono periti in un incidente in India. Entrambi i bambini (rispettivamente di dieci e otto anni) si dimostrano entusiasti e accolgono calorosamente Dani, ma Miles si comporta sin da subito in modo strano e Flora chiede a Dani di non lasciare la sua stanza durante la notte per non essere vista dalla "Signora del Lago". Dani, pensando che Flora abbia semplicemente una grande fantasia, ignora l'avvertimento.
Flora inoltre lascia in giro dei talismani, per "proteggere" gli abitanti della casa.
Il giorno dopo, Dani scopre da Hannah la storia di Rebecca Jessel, l'istitutrice che si era presa cura di Miles e Flora prima di lei: la giovane si era innamorata di Peter Quint, che lavorava per Lord Wingrave. L'uomo, dopo averla illusa, prosciugò un conto del suo capo e fuggì e Rebecca, disperata, si suicidò nello stagno della proprietà (il suo cadavere venne trovato da Flora).
Una sera, mentre riordina le bambole di Flora, Dani viene rinchiusa nella cabina-armadio da lei e Miles. La ragazza si fa prendere dal panico e vede attraverso lo specchio uno spettro che sembra perseguitarla. Dani viene liberata qualche ora dopo da Flora e Miles, che sembrano preoccupati.

## L'allievo
- Titolo originale: The Pupil
- Diretto da: Ciarán Foy
- Scritto da: James Flanagan

### Trama
Dani è arrabbiata con i bambini per essere stata rinchiusa nell'armadio tutta la notte, mentre i due sembrano mortificati. All'improvviso Miles prende la strana bambola bianca con i capelli neri e la butta nello scivolo della lavanderia, Dani costringe quindi il bambino a pulire le orme di fango nel corridoio mentre lei recupera la bambola.
In una lunga analessi si vede Miles al collegio. Durante la sua prima lezione il prete parla di alcuni passi dei vangeli in cui Gesù esorcizza degli uomini indirizzando i demoni nel corpo di alcuni maiali, Miles si dimostra interessato all'idea che i demoni debbano chiedere il permesso per entrare in un corpo. Alla fine della lezione il prete consegna al bambino una lettera per lui proveniente dalla sorella. Miles successivamente si arrampica su un albero per poi lanciarsi giù, aggredisce un compagno stringendogli le braccia al collo fino a farlo svenire per pochi secondi e uccide una colomba. Interrogato dal consiglio Miles dice di essere dispiaciuto di non aver fatto ancora più male alla colomba e parla di alcune misteriose chiavi. Nonostante il dispiacere del prete che aveva preso a cuore il ragazzo, Miles viene espulso. La narratrice ci informa che la spiegazione al suo misterioso comportamento può essere trovata nella lettera della sorella che corrisponde a un disegno dei due bambini e di una figura inquietante insieme alla richiesta di tornare a casa.
Tornando al racconto principale vediamo Miles e Flora che continuano la loro punizione svolgendo alcuni compiti della governante e della giardiniera. Flora inoltre pulisce di sua iniziativa la stanza di Dani trovando degli occhiali rotti dalla cui vista la giovane istitutrice rimane fortemente turbata. Viene consolata dalla giardiniera Jamie. Dani poi vede una figura riflessa nello specchio e si accorge dello strano atteggiamento di Miles nei suoi confronti. Nel frattempo in casa continuano a ricevere telefonate mute. La giardiniera scopre poi che Miles ha distrutto le sue rose.
Arrivata la sera Dani propone ai bambini di scegliere un qualunque gioco da fare insieme e Flora insiste per voler giocare a nascondino. Dani cerca i ragazzi nell'ala proibita della casa dove trova un carillon che sembra essere collegato al canto di Flora nel suo nascondiglio insieme a un fantasma femminile. Miles spunta alle spalle di Dani soffocandola per alcuni secondi con il medesimo gesto rivolto precedentemente al compagno del collegio. Cercando i bambini Dani assiste a strani fenomeni come tende che si muovono, ombre e la presenza della sagoma di un uomo dietro la finestra, lo stesso visto il giorno prima sul terrazzino, ma uscendo a controllare non trova nessuno. In quel momento Miles dice di non sentirsi bene e sviene, rinviene mentre riappare la sagoma dell'uomo e capiamo che anche il bambino riesce a vederla.

## Le due facce: Parte 1
- Titolo originale: The Two Faces, Part One
- Diretto da: Ciarán Foy
- Scritto da: Diane Ademu-John

### Trama
L'episodio si svolge alternando il racconto principale a numerosi flashback.
In un flashback risalente a un anno prima si vede lo stesso uomo dietro la finestra visto da Dani che lavora per Henry Wingrave, lo zio dei ragazzi. L'uomo, che si chiama Peter Quint, introduce Rebecca Jessel in ufficio per il colloquio come istitutrice.
Nel racconto principale Dani identifica Peter Quint come l'uomo che ha visto grazie a una polaroid che lo raffigura con Rebecca, trovata nella stanza con il carillon e lo comunica a un agente. Quint è già noto alle autorità per aver rubato oltre 200.000 sterline da un conto del signor Wingrave l'anno precedente. Tuttavia l'agente se ne va senza fare nulla così Dani decide di uscire a controllare che sia tutto a posto nella proprietà.
In un altro flashback si vede Peter Quint accompagnare Rebecca per la prima volta a Bly Manor. Nel primo incontro dell'istitutrice con i bambini lei si autodefinisce "perfettamente splendida". Flora porta Rebecca nel giardino delle statue mentre la voce narrante ci informa che la signorina Jessel non se ne andrà mai da Bly.
Tornando a un anno dopo vediamo anche Dani arrivare nel giardino delle statue in cui trova la giardiniera Jamie con un fucile mentre svolge anche lei un giro di ricognizione. Sia Owen, il cuoco, che Jamie decidono di trascorrere per sicurezza la notte a Bly Manor e davanti al camino Owen ipotizza che sia le telefonate mute che la visita a casa siano un modo per Peter Quint per mettersi in contatto con Rebecca Jessel, non essendo a conoscenza della morte della ragazza.
Tornando al flashback si vede Rebecca giocare con le bambole con Flora che le spiega che le bambole raffigurano persone reali e si offre di farne una a sua immagine. Poi nella stanza entra Peter Quint con delle rose prese dal giardino di Jamie che consegna a Flora. Mentre Flora e Rebecca rimpongono i fiori Peter spiega a Miles che il segreto della vita sono le chiavi poiché le persone sono come serrature e bisogna trovare la chiave giusta per aprirle e che spesso per le donne quelle chiavi sono i fiori.
Davanti al camino l'anno dopo Jamie descrive il rapporto tra Rebecca e Peter come un amore sbagliato perché confonde l'amore col possesso. Quella notte Dani vede nel letto una mano insanguinata che scompare dopo aver chiuso e riaperto gli occhi 
Nel flashback Peter entra mentre i bambini giocano a carte e regala a Miles un accendino appartenuto a suo padre per consolare il bambino triste a causa della poca considerazione che gli riserva lo zio. Quella notte Rebecca e Peter hanno per la prima volta un rapporto sessuale.
L'anno dopo mentre prega, Hannah nota nella cappella della tenuta la stessa crepa nel muro già apparsa in cucina, ma dopo essere stata interrotta da Owen la crepa scompare.
Dani intanto va a svegliare i bambini e scopre che Flora non è nel suo letto; la ritrova sulla sponda dello stesso laghetto in cui la bimba ha mostrato a Rebecca la bambola con le sue fattezze e dell'altro lato del lago si trova Rebecca vestita esattamente come la bambola.
Nel flashback Peter porta Rebecca nell'ala vecchia della tenuta, nella stanza del carillon, e le regala una pelliccia appartenuta alla madre dei ragazzi. Nella stanza i due scattano le polaroid e iniziano a baciarsi per poi venire interrotti da Hannah che si arrabbia con Peter. Dopo cena Peter fa un'ingiustificata scenata di gelosia a Rebecca per un'interazione con Owen e torna infuriato a Londra.
Nel presente i bambini si esibiscono nell'ora del racconta, un modo che usano per elaborare ciò che gli accade tramite racconti. Finita l'inquietante storia di Miles, squilla il telefono e Owen viene informato della morte della madre. Sia Owen che Jamie lasciano Bly Manor e mentre se ne va Jamie comprende che Dani è attratta da lei. Girandosi, alla fine, Dani vede una figura maschile con dei cerchi luminosi al posto degli occhi che poi viene scaraventata lontano.

## Visioni di morte
- Titolo originale: The Way It Came
- Diretto da: Liam Gavin
- Scritto da: Laurie Penny

### Trama
In dei flashback, Dani si fidanza con il suo amico d'infanzia Edmund, nascondendo però i suoi dubbi e la sua sessualità. Durante un appuntamento, Edmund capisce che Dani non vuole sposarlo e i due litigano in auto. Mentre Edmund esce furioso dall'auto, un camion lo investe, uccidendolo. Una traumatizzata Dani vede lo spettro di Edmund per la prima volta in ospedale e pianifica di lasciare il paese senza dirlo a nessuno. L'ignara madre di Edmund visita Dani e le dà gli occhiali di Edmund prima che il taxi di Dani arrivi. A Bly Manor, Dani sceglie di non andare al funerale della madre di Owen, ma si unisce al resto del personale domestico in un falò. Dopodiché, Dani e Jamie vanno alla serra e si baciano, durante il quale Dani viene spaventata dallo spettro di Edmund. Più tardi nella notte, Dani si sveglia, ma Flora nota la bambola senza faccia nella sua casa delle bambole. Flora e Miles distraggono Dani, impedendole di vedere uno spirito femminile vestito di bianco che gira nella villa. Dopo aver messo i bambini a letto, Dani ritorna al falò e brucia gli occhiali di Edmund.

## L'altare dei morti
- Titolo originale: The Altar of the Dead
- Diretto da: Liam Gavin
- Scritto da: Angela LaManna

### Trama
Hannah Grose, la governante, va avanti e indietro tra eventi in diversi momenti del tempo, alcuni reali e altri immaginari. Ritorna ripetutamente al giorno in cui fece il colloquio a Owen per la posizione di cuoco, oltre che alla notte del falò quando lui si offre di portarla a Parigi. Ritorna inoltre al periodo di Rebecca alla villa; Hannah disapprova la storia di Rebecca con Peter Quint, lo sorprende a rubare dai beni dei Wingrave. Una notte, Peter racconta a Rebecca che pianifica di trasferirsi in America e la convince a unirsi a lui. Mentre Peter lascia la stanza di Rebecca, viene visto da Miles e Flora, e improvvisamente viene ucciso dalla "donna del Lago", il fantasma senza faccia vestito di bianco che sporca di fango il pavimento della casa. Risvegliandosi immediatamente come un fantasma, Peter scopre di poter possedere Miles. Hannah assiste alla scena vivendola come un flashback nonostante non fosse stata presente. Ritornando al suo colloquio con Owen, lui l'avverte che c'è qualcosa che non va con Miles. Questo porta Hannah a seguire Miles nei boschi, dove lo vede parlare con Peter. Peter possiede il ragazzo e spinge Hannah giù nel pozzo, uccidendola. Hannah osserva giù nel pozzo quando Dani arriva per la prima volta nella villa, rivelando che è stata uccisa poco prima di quel momento e che è stata inconsapevolmente un fantasma dall'arrivo di Dani. L'episodio ritorna al falò, dove Hannah accetta di andare a Parigi con Owen, solo per vederlo darle la buonanotte mentre se ne va con Jamie. Hannah li segue, dicendo a Owen di aspettare, ma i due svaniscono nel buio. Hannah inizia a ripetersi, più e più volte, ciò che Owen le disse in cucina: "Sei Hannah Grose. È il 1987. Sei a Bly. Miles ha 10 anni, Flora 8."

## L'angolo prediletto
- Titolo originale: The Jolly Corner
- Diretto da: Yolanda Ramke e Ben Howling
- Scritto da: Rebecca Leigh Klingel

### Trama
Dei flashback rivelano che Henry aveva una relazione con la moglie di suo fratello Dominic, Charlotte, prima che morissero e che è il padre biologico di Flora. Dopo aver scoperto ciò, Dominic tagliò i legami con il fratello, affermando se stesso come il padre di Flora e impedendo a Henry di contattare la famiglia o mettere piede a Bly Manor. Dominic e Charlotte andarono poi in India in un tentativo di salvare il loro matrimonio, ma morirono in un incidente. Nel presente, Henry beve pesantemente e rifiuta di rispondere alle chiamate di Dani quando Flora inizia a comportarsi stranamente e cammina nel sonno. Durante la notte, fa una chiamata alla villa sperando che risponda Flora, riattaccando senza una parola quando risponde qualcun altro. Dani, intanto, lega con Jamie e le due vanno a letto insieme. Nel frattempo, Flora sogna Charlotte e un ragazzino fantasma senza faccia che ha trovato nella sua stanza. Parla inoltre al fantasma di Rebecca, che la visita nella notte ed è la causa di questi eventi. Flora, stanca di questi sogni, si confronta con il fantasma di Rebecca quando Dani entra improvvisamente nella sua stanza. La ragazza vede il fantasma di Rebecca, oltre a quello di Peter nel corridoio. Mentre lei prova a scappare con Flora, Miles le si avvicina da dietro e le fa perdere i sensi.

## Le due facce: Parte 2
- Titolo originale: The Two Faces, Part Two
- Diretto da: Yolanda Ramke e Ben Howling
- Scritto da: The Clarkson Twins

### Trama
In dei flashback, il recentemente morto Peter scopre i meccanismi dell'essere un fantasma a Bly Manor: riesce a possedere i vivi in modo temporaneo, ma può farlo permanentemente solo se viene invitato. Se un fantasma rimane troppo a Bly Manor, perderà la faccia oltre al senso di sé. Peter si rivela come fantasma a Rebecca e la convince che possono stare insieme per sempre se lei lo invita a possederla. Rebecca accetta, ma Peter, mentre è nel suo corpo, entra nel lago, annegandola e rendendola un fantasma. Rebecca è inorridita e si sente tradita per questo, ma Peter la convince di un nuovo piano: usando lo stesso metodo, possederanno in modo permanente Miles e Flora, permettendo loro di iniziare una nuova vita insieme. Nel presente, Peter, Rebecca, Miles e Flora legano e imbavagliano Dani nella soffitta mentre i fantasmi mettono in atto il loro piano. Miles e Flora li invitano entrambi, permettendo a Peter e Rebecca di possederli permanentemente. Quando Hannah li chiama dalle vicinanze, Peter, con le sembianze di Miles, la distrae e la porta al pozzo dove l'ha uccisa, costringendola ad accettare che è un fantasma. Nella soffitta, Flora rivela che lei e Rebecca hanno finto di effettuare la piena possessione. Flora libera Dani, che prova a fuggire dalla villa con lei. Mentre stanno per andarsene, Dani viene attaccata dalla Donna del Lago.

## La romanzesca storia di certi vecchi vestiti
- Titolo originale: The Romance of Certain Old Clothes
- Diretto da: Axelle Carolyn
- Scritto da: Leah Fong

### Trama
Secoli fa, durante il 1600, il proprietario di Bly Manor, Lord Willoughby, muore, rendendo orfane le sue due figlie Viola e Perdita. Viola si sposa con loro cugino, Arthur Lloyd, nonostante il dispiacere di Perdita, che ha sviluppato sentimenti per l’uomo. Dopo aver dato alla luce una bambina, Viola si ammala di una malattia polmonare che l’avrebbe fatta morire in qualche mese. Durante la visita di un prete, Viola rifiuta l'estrema unzione, insistendo che non se ne sarebbe andata. Diventa sempre più amareggiata e arrabbiata e mentre la sua malattia peggiora, viene isolata dalla famiglia, uscendo frequentemente dalla sua camera da letto per cercare sua figlia. Ormai superata ogni previsione di vita di medici e preti, Viola inizia a essere paranoica e irascibile. Perdita, dopo 6 anni ad accudire la sorella, non riesce più a tollerare la sua condizione in costante peggioramento e la soffoca a morte, sposando Arthur poco tempo dopo. Essendosi rifiutato di lasciare la Terra dopo la morte, lo spirito di Viola viene intrappolato in una grande cassa nella villa, piena di vestiti e gioielli che lasciò in eredità alla figlia Isabel. I soldi di Arthur diminuiscono e, correndo il rischio di perdere la casa, Perdita apre la cassa, sperando di vendere l'eredità di Isabel. Lo spirito di Viola emerge dalla cassa e, vedendo la sorella invece della figlia, uccide Perdita in preda al rancore. Trovando il corpo della donna senza vita, col volto terrorizzato, Arthur teme che la cassa sia maledetta e la getta nel lago della proprietà prima di andarsene con Isabel. Viola diventa la Donna nel Lago, emergendo dall'acqua nella notte per cercare sua figlia e uccidendo chiunque si trovi nel suo cammino, con i suoi ricordi che svaniscono del tutto insieme alla sua faccia col passare dei secoli.
Questo episodio si ispira al racconto omonimo di H. James nella sua vicenda centrale.

## La bestia nella giungla
- Titolo originale: The Beast in the Jungle
- Diretto da: E. L. Katz
- Scritto da: Julia Bicknell

### Trama
Mentre la Donna nel Lago trascina Dani per la gola, viene intercettata da Flora. Il fantasma di Viola, cui solo scopo è cercare sua figlia, trascina Flora al lago per annegarla. Dani alla fine salva Flora permettendo al fantasma di Viola di occupare il suo corpo, rilasciando tutte le anime precedentemente intrappolate che sono morte nella casa o che sono state uccise da Viola nel corso dei secoli. Henry fa finalmente ritorno alla Bly Manor per crescere i due bambini, mentre Owen scopre che Hannah è stata un fantasma per tutto il tempo e Dani e Jamie partono in America per iniziare una vita insieme. Dopo anni di felicità, Dani inizia a vedere il riflesso di Viola e teme che la sua presenza possa far del male a Jamie. Durante la loro visita al ristorante di Owen in Francia, lui rivela che Flora e Miles non ricordano gli eventi sinistri accaduti alla Bly Manor e che hanno solo ricordi felici. Dopo aver quasi strozzato Jamie, Dani ritorna alla villa e si annega nel lago. Il narratore, una Jamie adesso invecchiata, termina di raccontare la storia e si gode il ricevimento di nozze di una Flora adesso cresciuta, con Miles, Owen ed Henry. Nella sua camera d'albergo, Jamie aspetta vicino alla porta, sperando di riunirsi con il fantasma di Dani, che intanto la osserva mentre si addormenta.